# جون إليوت (رجل أعمال)
جون إليوت (بالإنجليزية: John Elliott)‏ هو شخصية أعمال أسترالي، ولد في 3 أكتوبر 1941.